# قوشا بلاغ
قوشا بلاغ هي قرية في مقاطعة تكاب، إيران. يقدر عدد سكانها بـ 128 نسمة بحسب إحصاء 2016.